# Grunewald (Berlino)

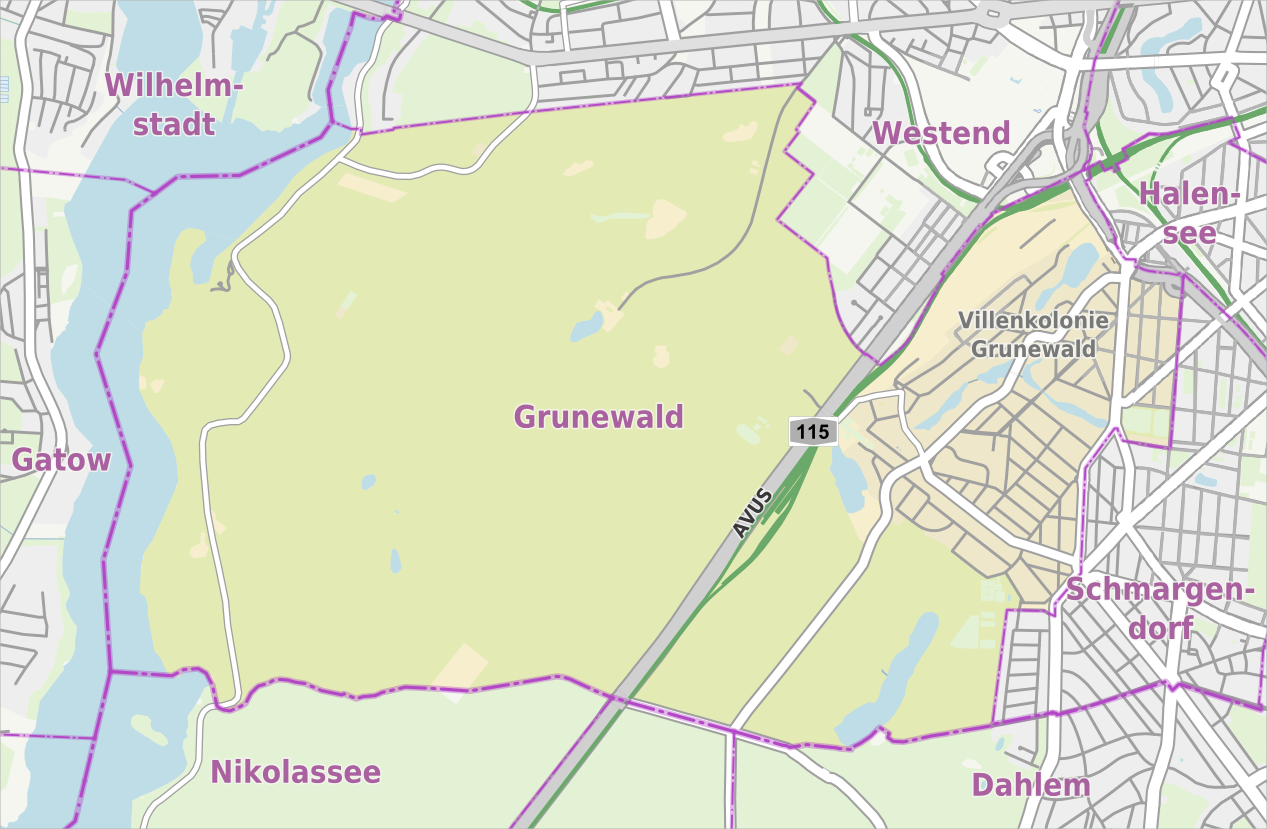
Mappa del quartiere

Grunewald è un quartiere (Ortsteil) di Berlino, appartenente al distretto (Bezirk) di Charlottenburg-Wilmersdorf.

## Storia
Il 1º aprile 1912 modificò il nome in Berlin-Grunewald.
Già comune autonomo, venne annessa nel 1920 alla "Grande Berlino", venendo assegnata al distretto di Wilmersdorf. Nel 2001 passò al nuovo distretto di Charlottenburg-Wilmersdorf.